# ألناتورا
ألناتورا مجموعة ألمانية متخصصة في صناعة الغذاء.